# Romantisme
Pour la revue homonyme, voir Romantisme (revue).
Ne doit pas être confondu avec Romance (genre littéraire).
Le romantisme est un mouvement culturel apparu à la fin du XVIIIe siècle en Allemagne et en Angleterre et se diffusant dans l'Occident au cours du XIXe siècle jusqu’aux années 1850. Il s’exprime dans la littérature, la peinture, la sculpture, la musique, la politique et la danse et se caractérise par une volonté de l'artiste d'explorer toutes les possibilités de l'art afin d'exprimer ses états d'âme : il est ainsi une réaction du sentiment contre la raison, exaltant le mystère et le fantastique et cherchant l'évasion et le ravissement dans le rêve, le morbide et le sublime, l'exotisme et le passé, l'idéal ou le cauchemar d'une sensibilité passionnée et mélancolique.
Ses valeurs esthétiques et morales prônent l'exaltation du sentiment de la nature, décrivent la nostalgie comme l'attitude authentique de la conscience humaine, et fondent la théorie de la nature comme médiatrice entre l'Homme et la divinité.

## Étymologie

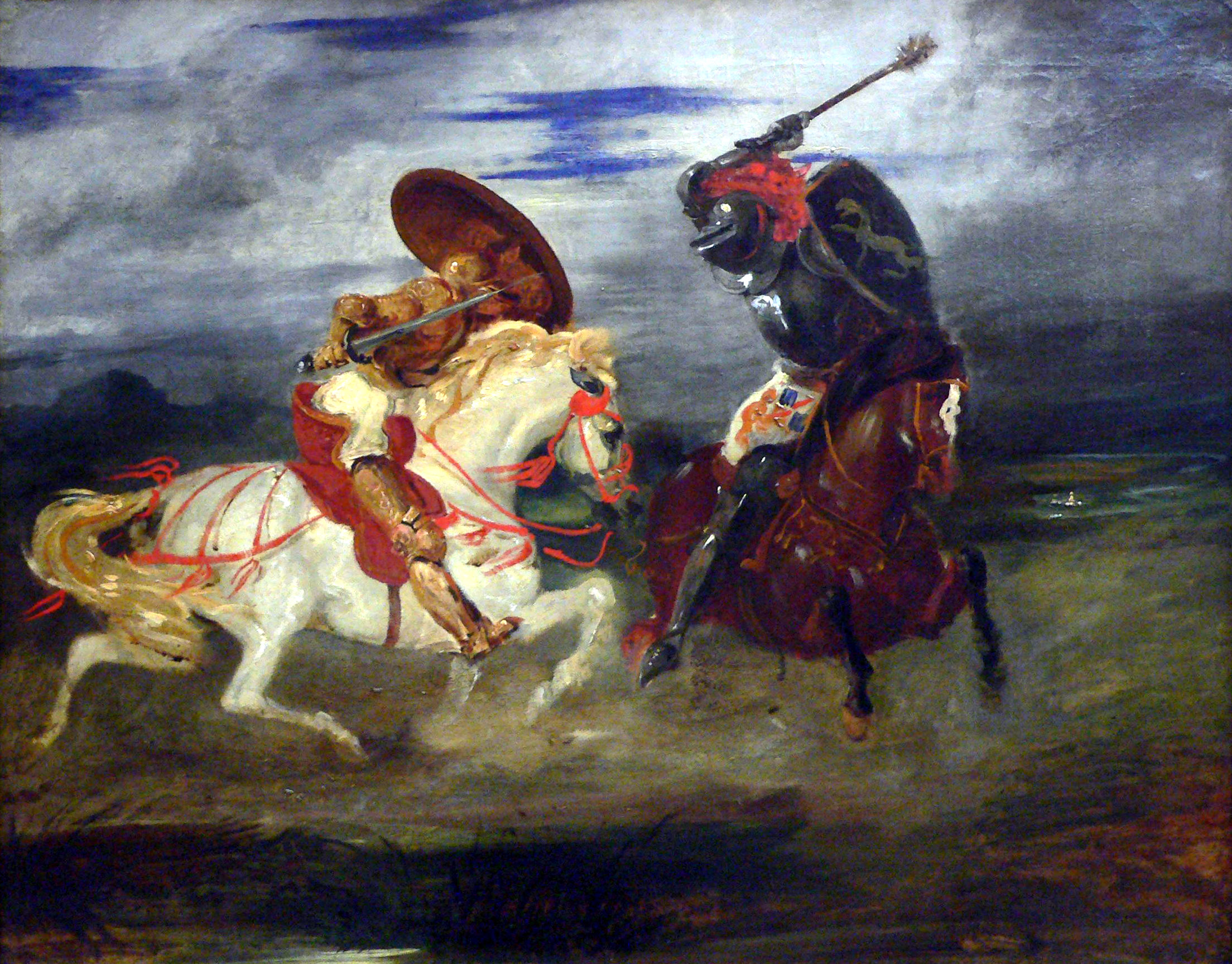
Delacroix, Combat de chevaliers dans la campagne

L'adjectif romantic est attesté dans la langue anglaise dès le XVIIe siècle, qualifiant « ce qui est caractéristique du genre littéraire du roman et parle à l'imagination». C'est un dérivé de romance, « roman », lui-même issu de l'ancien français romanz, romans, désignant les romans du Moyen Âge, les récits versifiés en langue romane, par opposition aux ouvrages rédigés en latin : « Romantic est proche de médiéval ou de gothique d'un côté, de romanesque, merveilleux, fabuleux, imaginaire ou fictif de l'autre ». Traduit en romantisch, et romantique l'adjectif passe en France et en Allemagne à la fin du XVIIe siècle, où cette idée de « qui est semblable au roman » prend une connotation péjorative pour « éveiller dans l'âme le goût dangereux des chimères ». Au cours du XVIIIe siècle, il prend la signification de « comme dans un tableau », devenant synonyme de pictural car « dans l'expérience romantique, la nature est perçue à travers le prisme de l'art (originellement, le roman) ». C'est dans cette acception que le mot fait son entrée dans la langue française avec Les Rêveries du promeneur solitaire de Jean-Jacques Rousseau où il donne le qualificatif de romantique aux rives sauvages du lac de Bienne. Coïncidant avec la mode du jardin anglais organisant la nature comme dans un tableau, il s'associe à la notion de pittoresque.
À la fin du XVIIIe siècle en Allemagne, le romantisme revient sur la valeur accordée au Moyen Âge et à sa littérature, par opposition aux éléments littéraires hérités de l'Antiquité et du classicisme. Dans les années 1797-1798, Novalis forge le mot romantisieren ("romantiser"), désignant un processus de poétisation du monde : « Le monde doit être romantisé. […] Cette opération reste totalement inconnue. En conférant aux choses secrètes une haute signification, au quotidien un mystérieux prestige, au connu la dignité de l'inconnu, au fini l'apparence de l'infini, je les romantise ». August Wilhelm Schlegel, dans ses Cours de littérature dramatique, diffuse le concept de romantique en Europe, ramenant la poésie romantique à la poésie moderne, marquée par la tradition chrétienne, progressive, ouverte aux mélanges des genres. Germaine de Staël écrit ainsi dans De l'Allemagne : « Le nom de romantique a été introduit nouvellement en Allemagne, pour désigner la poésie dont les chants des troubadours ont été à l'origine, celle qui est née de la chevalerie et du christianisme ».

## Historique
« Le romantisme qui fut un phénomène de portée révolutionnaire dans tous les arts plonge ses racines au cœur même du siècle des Lumières. Ses principes constitutifs furent formulés pour la première fois en Allemagne entre 1770 et 1780 par les représentants du Sturm und Drang (Tempête et Passion), le nom du mouvement, emprunté au titre d'un drame de Friedrich Maximilian Klinger, trahissait la portée contestataire de son programme idéologique. Mû par un sentiment de révolte à l'égard de la culture dominante des Lumières, le Sturm und Drang célébrait la force irrépressible du sentiment et le culte de l'individualité, considérés comme les préalables nécessaires à toute activité créatrice. Il ne s'agissait pas d'une rupture brutale avec le présent, mais d'une élaboration du culte du sentiment et du grand mythe de la nature énoncés par Jean-Jacques Rousseau au milieu du XVIIIe siècle. […] Une des idées les plus novatrices de ce mouvement fut le concept de génie artistique, irrationnel et créatif, non plus discipliné par la raison comme pour les Lumières, mais animé d'une liberté intérieure capable de briser le carcan des codes et des conventions, puisant au contraire dans la subjectivité et prêtant l'oreille à l'inspiration divine, à l'intuition, aux passions. Ainsi s'esquissait le portrait de l'homme révolté, d'un surhomme se mesurant avec Dieu. Ainsi naissait, surtout, une nouvelle conception de l'art, compris comme liberté absolue de création, qui refusait les contraintes imposées par les règles et les traditions, et qui revendiquait le droit de l'imagination individuelle à s'exprimer selon son propre langage »,. Si le Sturm und Drang ouvre la voie au romantisme, par le déferlement des passions et la spontanéité de l'individu, leurs modèles de beauté se référaient encore aux canons classiques, aux œuvres de l'Antiquité.

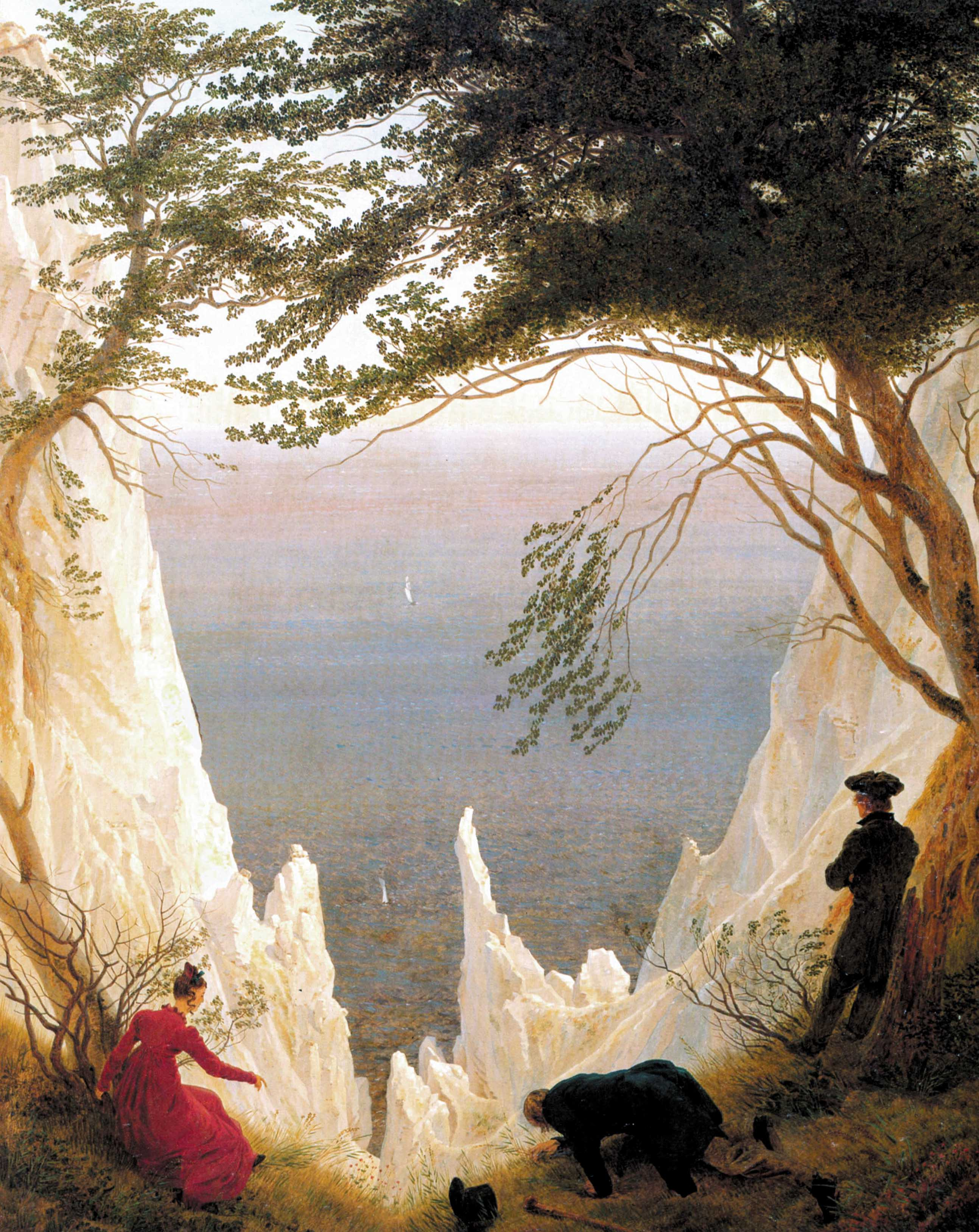
Caspar David Friedrich, Falaise de craie sur l’île de Rügen, 1818.

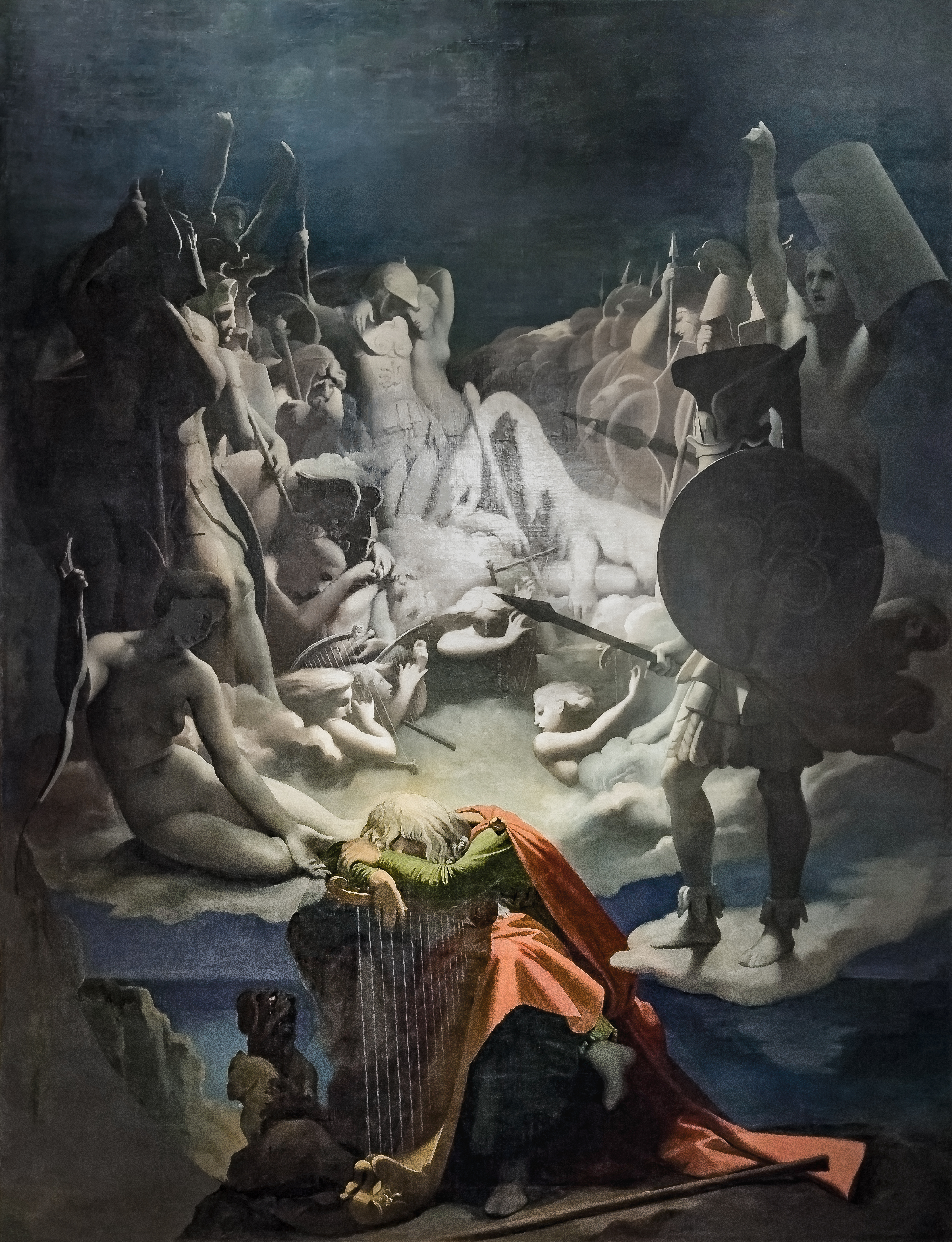
Le Songe d’Ossian, par Ingres, 1813

Le véritable rejet du classicisme fut exprimé par les collaborateurs de la revue Athenaeum, fondée en 1798 par les frères Auguste et Frédéric Schlegel. Avec Ludwig Tieck, Schelling et Novalis ils formèrent le « groupe d'Iéna ». « Rejetant les modèles grecs et romains à l'époque où triomphait l'esthétique néo-classique, cette conception privilégiait l'expression de l'irrationnel et le mysticisme, le sentiment de l'infini et de l'immensité, le rapport entre la nature et le sentiment intérieur ». En Angleterre, l'essai d'Edmund Burke, Recherche philosophique sur l'origine de nos idées du sublime et du beau, paru en 1756, eut une influence considérable, sur la peinture du sublime et sur le mysticisme du paysage, tel que l'illustra Caspar David Friedrich. « En interprétant le sentiment du sublime comme un état d'âme provoqué par les violentes manifestations de la nature qui, par les cataclysmes ou les visions troublantes, frappent l'homme de stupeur, Edmund Burke rompait avec la conception classique de la nature, source d'harmonie et de sérénité… ». En 1762, James Macpherson publiait ses Poèmes d'Ossian, dont le succès provoqua une vague de celtomanie dans toute l'Europe. Inspiré d'ancien poèmes Gaëlique, Macpherson les réécrit et les attribue à un barde écossais du IIIe siècle. En 1764, Le Château d'Otrante d'Horace Walpole inaugurait le genre du « roman noir », dont le décor ténébreux et les atmosphères effrayantes correspondaient à ce que Burke avait défini comme le « sublime ».
La tourmente de la Révolution française puis de l’Empire provoque un bouleversement, politique, social et culturel dont les effets se font sentir dans l’Europe entière.
« L'embrasement du romantisme qui enflamme l'Europe au début du XIXe siècle est de nature essentiellement politique et reflète l'aspiration profonde des peuples à voir des régimes plus démocratiques remplacer les dynasties autoritaires. » « La Révolution française, en l'espace de quelques années, a paru réaliser instantanément et miraculeusement l'idéal romantique de nation libre, consciente d'elle-même et maîtresse de son destin. […] Cette circonstance explique à elle seule la force et l'éclat du romantisme français. Sans ce séisme politique, il est probable que la France, nourrie de culture classique et arc-boutée sur ses certitudes aristocratiques, n'aurait jamais pu faire un tel accueil à l'esprit du romantisme ». En France, « la Révolution amplifie les ferments du romantisme ».
La diffusion des idées du romantisme allemand joue un rôle important dans l'histoire du romantisme :

« Sous l'Empire, tout un groupe d'écrivains, dont Madame de Staël est le plus célèbre représentant, plaident la cause allemande aux dépens de la tragédie et du poème classiques. Le Nord c'est la nostalgie, les sentiments sombres, l'infini. « Ce que l'homme a fait de plus grand, comme l'écrit en 1800 Madame de Staël, il le doit au sentiment douloureux de l'incomplet de sa destinée. […] Le sublime de l'esprit, des sentiments et des actions doit son essor au besoin d'échapper aux bornes qui circonscrivent l'imagination ». »

Les révolutions européennes du XIXe siècle manifestent l'alliance de l'idée de démocratie avec l'affirmation nationale qui porte en elle une quête des origines afin que les peuples puissent fonder leur cohésion nationale sur des éléments littéraires et iconographiques puissants (littérature et historicisme médiéval) : écrivains et artistes romantiques cherchent une réhabilitation du Moyen Âge chrétien, méprisé par philosophes du siècle des Lumières, substituant le sentiment et l'esthétique comme champ privilégié de l'investigation au modèle rationnel issu de ces philosophes.

## Thématiques

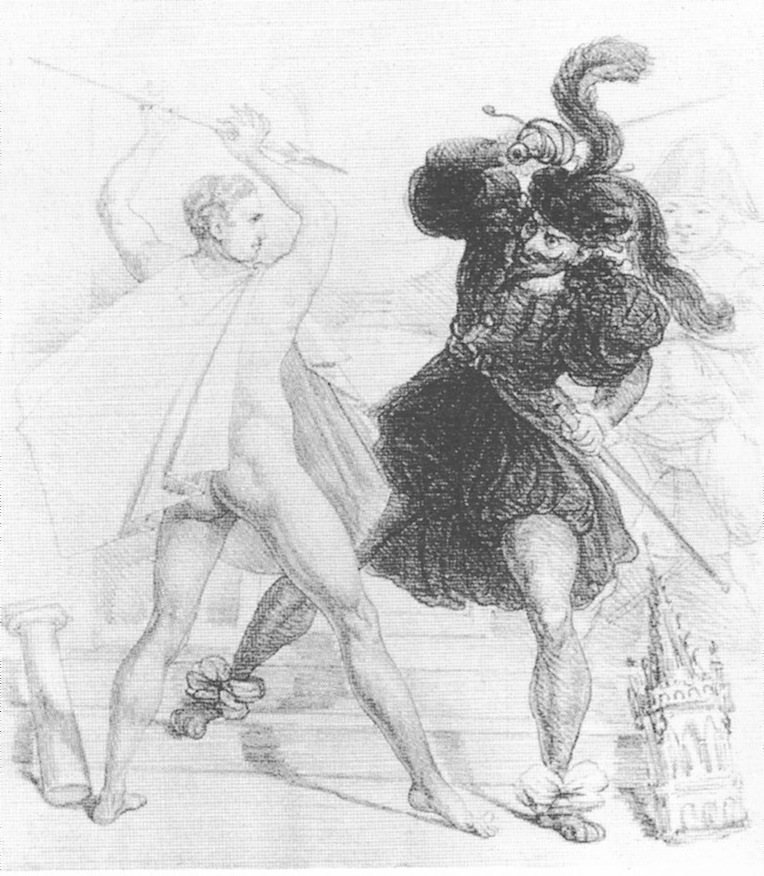
Grand combat entre le Romantique et le Classique à la porte du musée, 1827. Lithographie. BNF, Paris.

Le romantisme est une nouvelle sensibilité, s'opposant au classicisme, aux Lumières et à la rationalité. Elle proclame le culte du moi, l'expression des sentiments jusqu'aux passions. « Issu de bouleversements politiques et sociaux sans précédent, il met l'homme et l'artiste devant un destin, improbable, inquiétant. Cette vision dramatique de l'humanité est alors commune à tous les arts, même au théâtre et à l'opéra, sous la magnificence des décors… Le réel, que les romantiques rendent expressif, dramatique, l'emporte sur le beau idéal ». Neuve et subversive, cette sensibilité se manifeste dans la littérature et les arts plastiques par un renouvellement thématique, le Moyen Âge, l'Orient, l'époque napoléonienne, la littérature étrangère, etc.
Décrire le Mal du siècle, thématique chère aux romantiques, commence par Alfred de Musset qui en 1836 dans La Confession d'un enfant du siècle résume le mal dont souffre la jeunesse française :

« Toute la maladie du siècle présent vient de deux causes ; le peuple qui a passé par 1793 et par 1814 porte au cœur deux blessures. Tout ce qui était n’est plus ; tout ce qui sera n’est pas encore. Ne cherchez pas ailleurs le secret de nos maux. »

— Alfred de Musset, Confessions d'un enfant du siècle, Première partie, chapitre II (1836)
Selon le philosophe Michael Löwy, la vision romantique constitue une « autocritique de la réalité » qui porte sur cinq thèmes principaux : le désenchantement du monde, sa quantification, sa mécanisation, l'abstraction rationaliste et la dissolution des liens sociaux.

## Le romantisme en littérature

### Le romantisme allemand

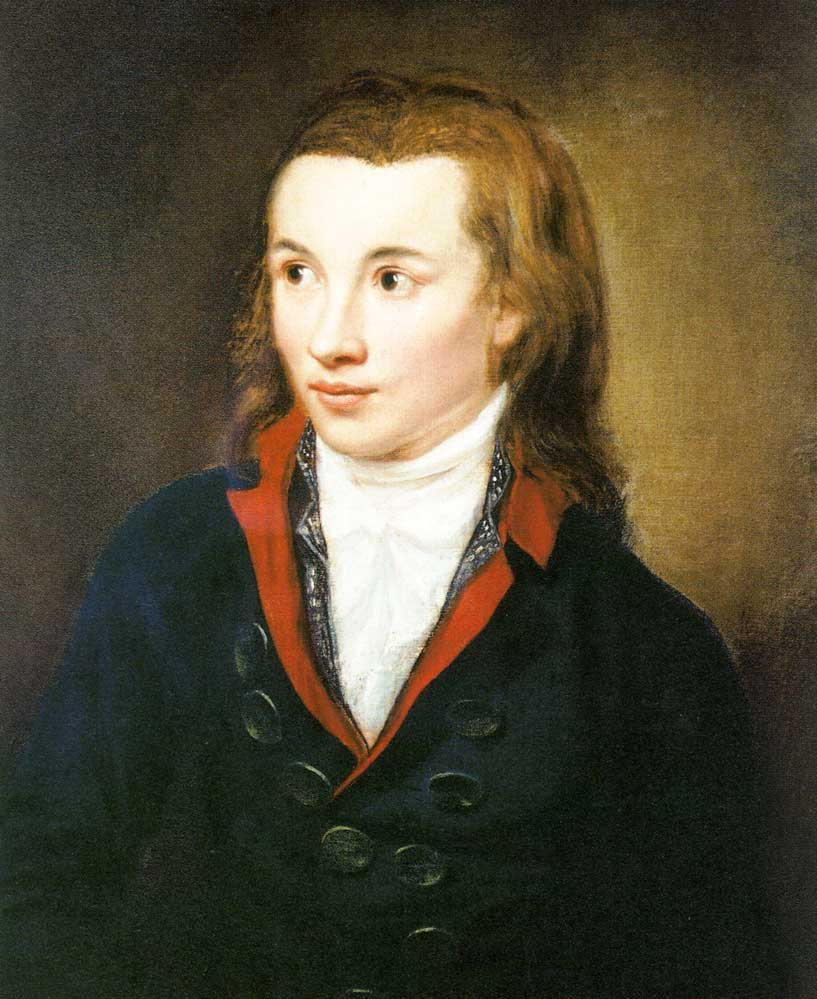
Portrait de Novalis

Le premier romantisme, appelé Frühromantik, naît en Allemagne à Iéna. Le cercle de Iéna est très cosmopolite. Il est composé de figures telles que Novalis, Ludwig Tieck, Frédéric Schlegel qui se réclamaient proches de la pensée de Fichte. Ce sont eux qui élaboreront la doctrine romantique et le romantisme politique. Après 1804, le romantisme allemand prend une nouvelle direction, c'est la Hochromantik de l'école de Heidelberg avec des noms tels que Clemens Brentano, Joseph von Eichendorff, Achim von Arnim et les Jacob et Wilhelm Grimm. La dernière période, la Spätromantik (romantisme tardif), s'étend de 1815 à 1848.

### Le romantisme britannique

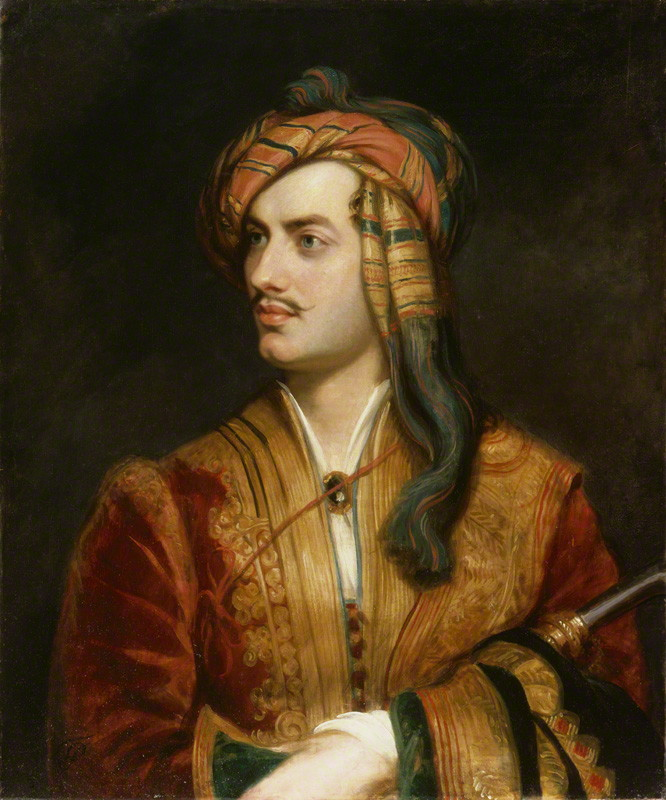
Lord Byron en tenue albanaise.

Dans les années 1760 les Graveyard Poets (« les Poètes du cimetière »), en particulier Gray et son Élégie d'un cimetière de campagne, sondent les sentiments liés au deuil, à la perte et à l'anéantissement, voire à l'horreur de la putréfaction des corps, les émotions malséantes.
En 1764, Horace Walpole avec son roman Le château d’Otrante, créé un nouveau genre : le roman gothique (The Gothic Novel). Repris par Ann Radcliffe, dont Les Mystères d’Udolfe, le Roman de la forêt et L’Italien connaissent un vif succès, ces romans noirs exaltent le goût pour le morbide, le terrifiant, le mystère, autant que l'inquiétante étrangeté des ruines médiévales.
Avec son Pèlerinage de Childe Harold paru en 1813, Lord Byron connaît une célébrité foudroyante. Son héros qui traîne sa mélancolie désenchantée à travers l’Europe et l’Orient devient le modèle du héros byronien que l’on retrouve dans ses poèmes orientaux : Le Corsaire, le Giaour, La Fiancée d’Abydos… Sa vie scandaleuse et sa mort en 1824 à Missolonghi, pour la cause de l’indépendance grecque, le transforme en mythe. Son influence poétique et politique sur toute la jeunesse européenne est immense : les auteurs veulent écrire comme Byron, les révolutionnaires veulent mourir pour la liberté comme Byron, phénomène qualifié de « byronisme ».

### Le romantisme français

Le Grand Chemin de la postérité. Monté sur le Pégase romantique, Hugo, roi des Hugolâtres, armé de sa bonne lame de Tolède et portant la bannière de Notre-Dame de Paris, emmène en croupe Théophile Gautier, Cassagnac, Francis Wey et Paul Fouché. Eugène Sue fait effort pour se hisser à leur niveau et A. Dumas presse le pas, tandis que Lamartine, dans les nuages, se « livre à ses méditations politiques, poétiques et religieuses. » Gravure satirique de Benjamin Roubaud.

Si le romantisme a été en Allemagne en partie un retour aux fonds primitif et indigène, en France, ce fut au contraire une réaction contre la littérature nationale. Les littératures anglaise et allemande ne s'étaient asservies que momentanément à la discipline du classicisme, sous l'influence prédominante de notre grand siècle ; et ce qu'on appelle proprement romantisme outre-Manche et outre-Rhin c'est la période littéraire où le génie septentrional, reprenant conscience de lui-même, répudie l'imitation française. En France, au contraire, pays de culture et de tradition gréco-latines, la littérature était classique depuis la Renaissance, et l'on appelle romantiques les écrivains qui, au début du XIXe siècle, se sont affranchis des règles de pensée, en opposition au classicisme et au réalisme des philosophes du XVIIIe siècle.
Pas plus qu'en Allemagne, cette révolution ne s'est accomplie d'un seul coup en France. À cause de son caractère de rupture avec la tradition nationale, et non avec des habitudes passagères, d'importation étrangère, elle a été plus tardive et a eu plus de peine à se réaliser. Commencée en réalité vers 1750, elle n'a atteint son terme qu'un siècle plus tard. Préparée au XVIIIe siècle, contenue et même refoulée pendant la Révolution et l'Empire, elle n'est arrivée à maturité que sous la Restauration et son triomphe ne s'est affirmé vers 1830 qu'après des luttes ardentes et passionnées.

## Le romantisme dans les arts

### Musique
En musique, le romantisme prend des formes variées, mettant au premier plan l'expression de l'émotion. De nombreux compositeurs célèbres s'illustreront dans cette longue période, aussi bien dans la musique instrumentale et orchestrale que dans l'art lyrique et vocal.
Le piano-forte, en remplaçant le clavecin, permet désormais d'exploiter de puissants contrastes de dynamique. De la même façon, l'orchestration devient de plus en plus audacieuse et élaborée, d'autant plus que certains instruments, comme le cor, sont modifiés par les facteurs d'instruments de manière à devenir plus maniables. Les sonorités inventées par les romantiques sont particulièrement colorées et évocatrices, davantage en tout cas que chez des classiques comme Joseph Haydn ou Wolfgang Amadeus Mozart. À la jonction de ces deux courants se situe la puissante personnalité de Ludwig van Beethoven, dont les premières œuvres se rattachent à l'esthétique classique tandis que celles de sa maturité sont considérées comme le début du romantisme musical.
Tout au long du XIXe siècle, la musique romantique conservera dans ses caractéristiques une certaine continuité, une homogénéité temporelle de style, que les autres formes artistiques du romantisme ne connurent pas. À la base de cette continuité se trouve peut-être une idéologie philosophique : la musique devenait enfin une réelle forme d'art. La musique commençait à prendre une tout autre dimension : elle n'était désormais plus considérée comme un art mineur, œuvre d'artisans. Par conséquent, ce qui caractérise la musique romantique est surtout l'individualité dans les styles. Cette époque incarne avant tout la liberté.

### Danse
Le ballet romantique apparaît au début du XIXe siècle, et succède au ballet d'action dont Jean-Georges Noverre fut le grand théoricien. La période du ballet romantique dure une trentaine d'années, de 1815 à 1845-1850.

### Peinture
La première période du romantisme (1780-1810) se développe en opposition au néoclassicisme (1760-1800). Là où le néoclassicisme prône une beauté idéale, le rationalisme, la vertu, la ligne, le culte de l’Antiquité classique et de la Méditerranée, le romantisme promeut au contraire le cœur et la passion, l’irrationnel et l’imaginaire, le désordre et l’exaltation, la couleur et la touche, et des mythologies de l’Europe du Nord.
Néanmoins, le romantisme en peinture ne se définit pas qu’en termes d’opposition, et développe ses propres caractéristiques, influencées par le baroque :
- l'individualisme, le sentimentalisme, le mysticisme ;
- le culte du Moyen Âge, des « brumes du Nord » et de l’exotisme ;
- l'intérêt pour le drame, le combat, la folie et la violence en général.

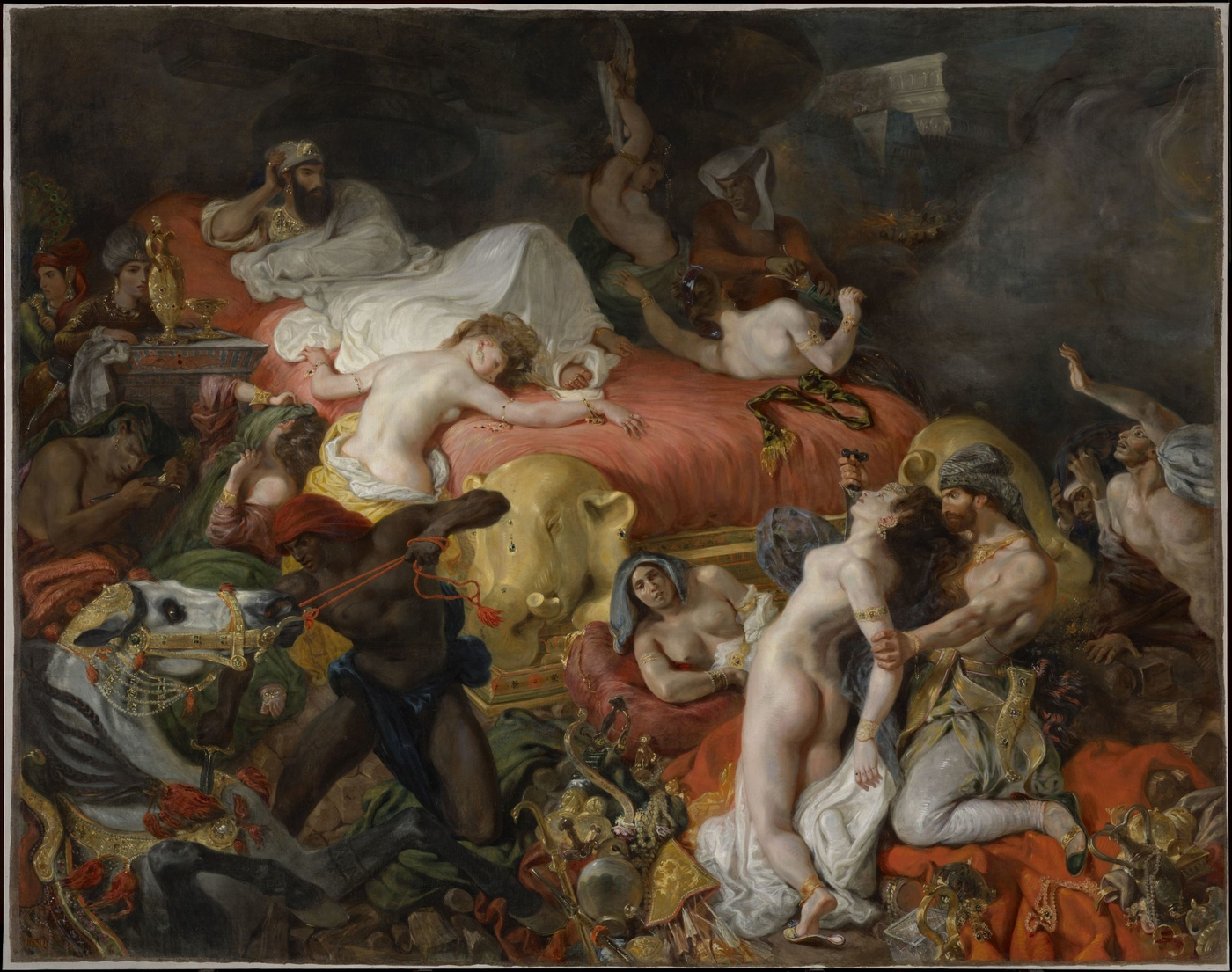
Eugène Delacroix, La Mort de Sardanapale, 1827, Musée du Louvre,
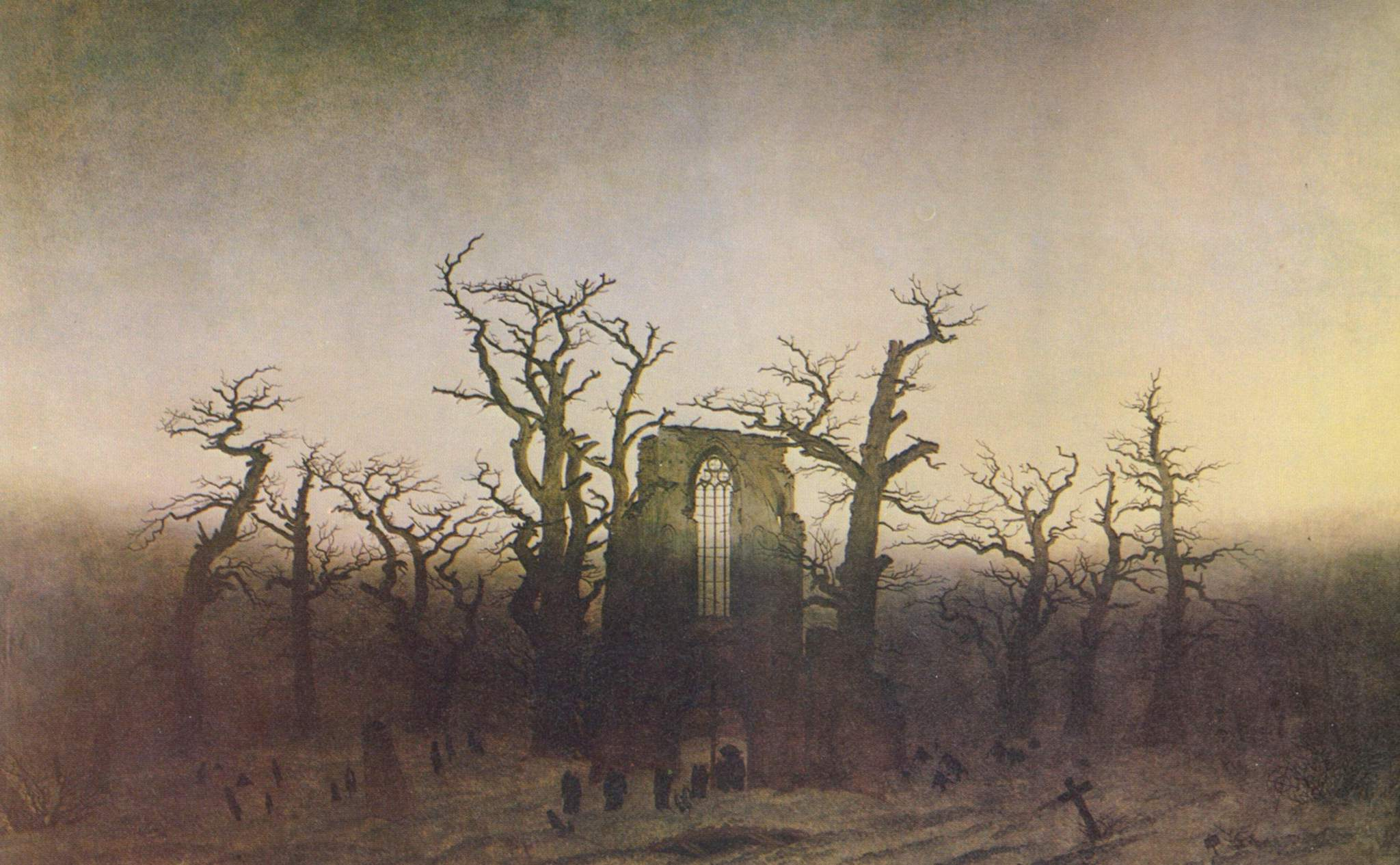
Caspar David Friedrich, Abbaye dans une forêt de chênes, 1809-1810.

### Sculpture

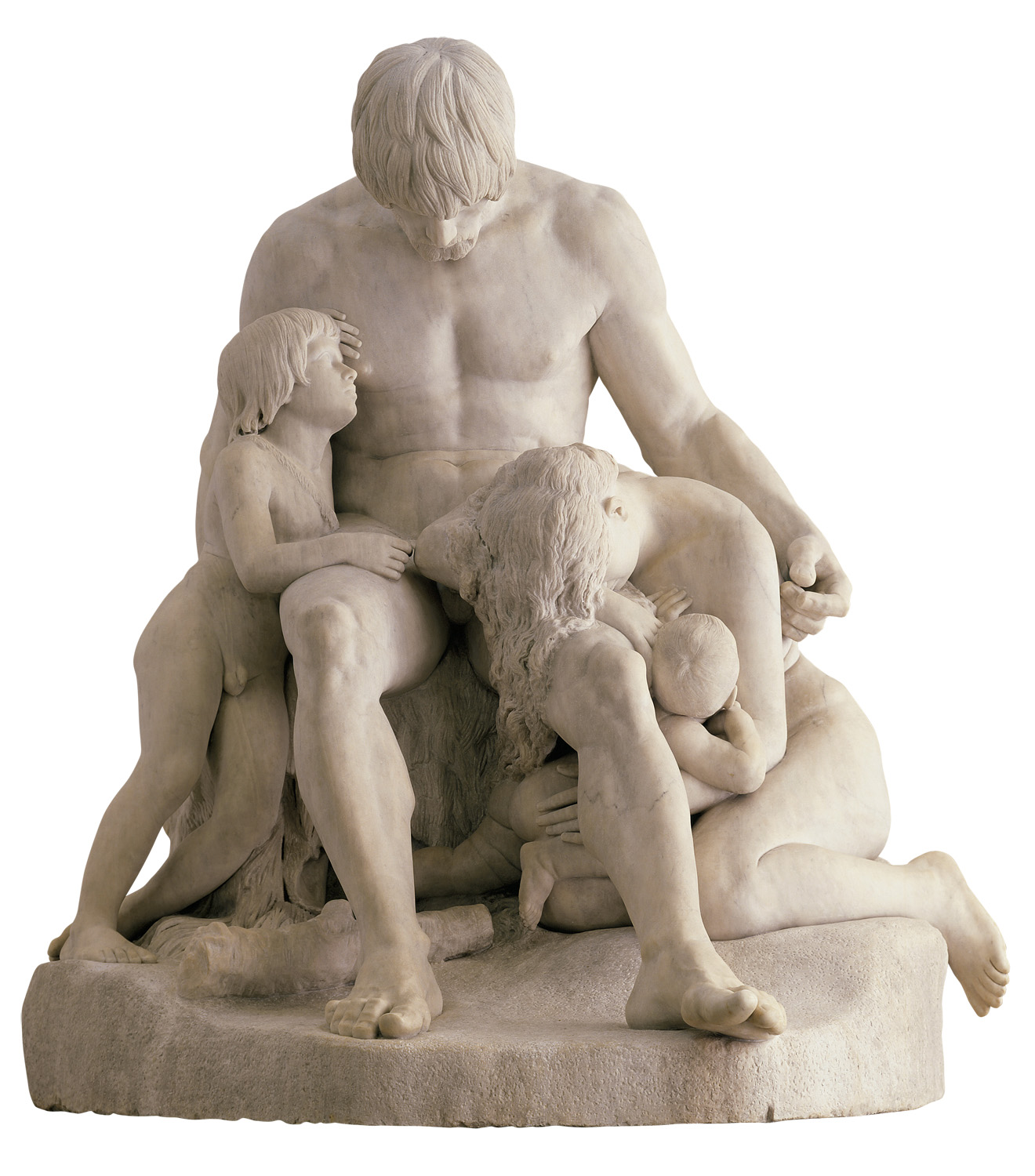
Antoine Étex, Caïn et sa race maudits de Dieu, 1839, Lyon, musée des Beaux-Arts.

La sculpture au XIXe siècle est d'abord un art institutionnel et académique, encadré précisément, qui répond à des normes officielles ou officieuses édictées par des institutions liées au régime politique de l’époque, et les artistes doivent se plier à des codes académiques. Pour devenir un sculpteur reconnu, la voie traditionnelle est de passer par l’école des Beaux Arts de Paris, fondée en 1817. La sculpture est majoritairement un art de commandes publiques réalisées pour le compte de l'État et un art financé à titre privé par des mécènes. La sculpture au XIXe siècle est très marquée par l’apprentissage académique, demeure attachée aux traditions et notamment à celle du beau idéal. L’enseignement académique perpétue une tradition très idéalisé du corps que l’on peut notamment retrouver dans les œuvres de James Pradier. Les femmes en tant qu’artistes n’ont pas accès à l’académie des beaux-arts avant 1897.
La sculpture romantique apparaît au Salon de 1831. Marqué par le Roland Furieux de Jehan Du Seigneur, ce nouveau style se caractérise par une certaine expressivité et une recherche d'un aspect plus naturel que la sculpture néoclassique tandis que les thèmes changent pour davantage s'inspirer de littérature du Moyen Âge ou de la Renaissance. Le romantisme tarde à se manifester en sculpture et son développement est rapidement contrarié par le jury du Salon qui commence à refuser des œuvres dès 1834, jusqu'en 1844 où les œuvres refusées sont plus nombreuses que les œuvres acceptées. La Tuerie d'Auguste Préault marque ce tournant puisque Jean-Pierre Cortot entend « accrocher cet ouvrage au Salon comme on suspend le malfaiteur au gibet », il souhaite en faire un exemple de ce qu'il ne faut pas faire en sculpture, un exemple effrayant pour la jeunesse,. Ce n'est qu'à partir du Salon libre de 1848 que les sculpteurs romantiques peuvent exposer à nouveau, c'est finalement le Second Empire qui consacre la reconnaissance officielle du romantisme en sculpture.
Les sculpteurs représentatifs de cette école sont Pierre-Jean David d'Angers, François Rude, Auguste Préault, Antoine-Louis Barye, Antonin Moine et Antoine Étex.

#### Idées
- Philosophie romantique
- Nationalisme romantique
- Empfindsamkeit
- Transcendantalisme (États-Unis)

#### Idées auxquelles s'oppose le romantisme
- Néo-classicisme
- Positivisme
- Rationalisme
- Réalisme
- L'Académie
- Siècle des Lumières
- Utilitarisme

#### Mouvements artistiques
- Décadentisme
- École de peinture de Düsseldorf
- Hudson River School
- Lyrisme
- Mouvement nazaréen
- Néoromantisme
- Préraphaélisme
- Roman gothique
- Sturm und Drang
- Ultra-romantisme

#### Divers
- Frise chronologique des auteurs romantiques
- Musée de la vie romantique
- Laure Lévêque

#### Auteurs classiques
- Théophile Gautier, Histoire du romantisme, L'Harmattan, Paris
- Victor Hugo, Préface de Cromwell, Larousse, Paris, 2001  (ISBN 978-2-03-588188-5)
- Stendhal, Les Voyages en Italie de Stendhal illustrés par les peintres du romantisme, 2002, éditions Diane de Selliers  (ISBN 978-2-903656-27-0)
- Stendhal, Racine et Shakespeare (1818-1825) et autres textes de théorie romantique, éd. Michel Crouzet, Paris, Honoré Champion, « Textes de littérature moderne et contemporaine », 2006.

#### Collectifs
- Collectif, Chronologie de l'art du XIXe siècle, Flammarion, Paris, 1998,  (ISBN 978-2-08-011651-2)
- Collectif, Encyclopédie du romantisme, dir. Francis Claudon, Somogy, Paris, 1980,  (ISBN 978-2-85056-143-6)
- Collectif, Lagarde et Michard : XIXe siècle, 1993, Schoenhofs Foreign Books  (ISBN 978-2-04-016216-0)
- Nouveau Larousse illustré, 1898-1907, Larousse

#### Individuels
- Roger Ayrault, La Genèse du romantisme allemand t. 1. et 2. : Situation spirituelle de l'Allemagne dans la deuxième moitié du XVIIIe siècle, Paris, Aubier - Éditions Montaigne, 1961
- Paul Bénichou, Romantismes français, Paris, Gallimard, « Quarto », 2004, 2 vol., 1008 et 1120 p.
- Jacques Bony, Lire le Romantisme, Paris, Dunod, « Lettres supérieures », 1992, 232 p.
- René Bray, Chronologie du romantisme (1804–1830), Paris, Boivin, 1932, 238 p.
- Roger Ayrault, La Genèse du romantisme allemand, t. 3 : 1797-1804 (I) Baader ; Brentano ; Hülsen ; Novalis ; Ritter ; Schelling ; Steffens ; les Schlegel : Auguste Wilhelm, Caroline, Dorothée, Friedrich ; Schleiermacher ; Tieck ; Wackenroder, Paris, Aubier - Éditions Montaigne, 1969
- Roger Ayrault, La genèse du romantisme allemand, t. 4 : 1797-1804 (II) Baader ; Brentano ; Hülsen ; Novalis ; Ritter ; Schelling ; Steffens ; les Schlegel : Auguste Wilhelm, Caroline, Dorothée, Friedrich ; Schleiermacher ; Tieck ; Wackenroder, Paris, Aubier - Éditions Montaigne, 1976
- Antoine Berman, L'épreuve de l'étranger. Culture et traduction dans l'Allemagne romantique, Gallimard, Essais, 1984 (rééd. coll. Tel)
- Michel Bouty, Dictionnaire des œuvres et des thèmes de la littérature française, Hachette Littérature, Paris, 1991  (ISBN 978-2-01-016583-2)
- Marcel Brion, L'Allemagne romantique, 4 vol., Albin Michel, Paris, 1962, 1963, 1977, 1978
- Marcel Brion, Peinture romantique, Albin Michel, Paris, 1967
- Michaël Löwy et Robert Sayre, Révolte et mélancolie. Le romantisme à contre-courant de la modernité, Éditions Payot, 1992, 303 pages.
- Ilaria Ciseri, Le Romantisme, 2004, Gründ  (ISBN 978-2-7000-2048-9)
- Éric Dayre, Une histoire dissemblable. Le tournant poétique du romantisme anglais. 1797-1834, collection « Savoir Lettres », Éditions Hermann, Paris, 2010  (ISBN 9782705670795)
- Ariel Denis, L'Art romantique, Somogy, Paris, 2006  (ISBN 978-2-85056-241-9)
- Louis-Fernand Flutre, Encyclopédie par l'image : le romantisme, 1926, Hachette (ASIN B0000DP5H4)
- Gérard Gengembre, Le Romantisme, Paris, Ellipses, « Thèmes & Études », 2008, 202 p.
- Gerald Gillespie, Manfred Engel, Bernard Dieterle (éd.), Romantic Prose Fiction (= A Comparative History of Literatures in European Langages, Bd. XXIII; ed. by the International Comparative Literature Association), John Benjamins, Amsterdam, Philadelphie, 2008  (ISBN 978-90-272-3456-8)
- Georges Gusdorf, Le Romantisme (1982), Paris, Payot & Rivages, « Grande Bibliothèque Payot », 1993, 2 vol., 896 et 708 p.
- Jean-Pierre Richard, Études sur le romantisme, Seuil, Paris, 1999  (ISBN 978-2-02-037339-5)
- Anne Sefrioui, Le Guide du Louvre, RMN, Paris, 2005  (ISBN 978-2-7118-4591-0)
- François Piquet, Le Romantisme anglais : émergence d'une poétique, PUF, Paris, 1997  (ISBN 978-2-13-048294-9)
- Mario Praz, Le Pacte avec le serpent, 3 volumes, Christian Bourgois, 1989, 1990, 1991
- Mario Praz, La Chair, la Mort et le Diable : Le romantisme noir, Gallimard/Tel, 1998
- Gonthier Weil et Jean Chassard, Dictionnaire des œuvres et des thèmes de la littérature allemande, Hachette, Paris, 1973 (ASIN B0000DY1Y6)
- Ayn Rand, The Romantic Manifesto: A Philosophy of Literature, New American Library, New York, 1969